# Ernst Kalmus

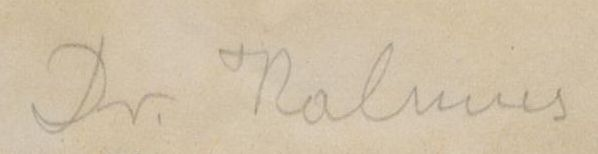
Unterschrift von Dr. Ernst Kalmus

Ernst Kalmus (* 1. Januar 1874 in Berlin; † 1959 im Kibbuz Jawne) war ein deutscher Nervenarzt aus Hamburg.

## Leben
Ernst Kalmus wurde als Sohn eines Bankiers in Berlin geboren und besuchte das dortige Königliche Wilhelms-Gymnasium, wo er 1891 das Abitur ablegte. Seit 1892 war er Mitglied der Gruppe Jung-Israel. Er studierte Medizin in Berlin und wurde 1895 mit einer Arbeit Über Rückenmarkserkrankungen bei Diabetes mellitus promoviert. Danach war er an der Berliner Gutzmann'schen Poliklinik für Sprachstörungen tätig. 1895 gründete Kalmus die zionistische Ortsgruppe in Breslau und war Mitglied im Präsidium der Vereinigung jüdischer Studierender. Seit 1898 war er Abgeordneter des Zionistenkongresses. Ab dem Jahr 1900 arbeitete Kalmus als Assistent an der „Staats-Irrenanstalt“ in Lübeck.

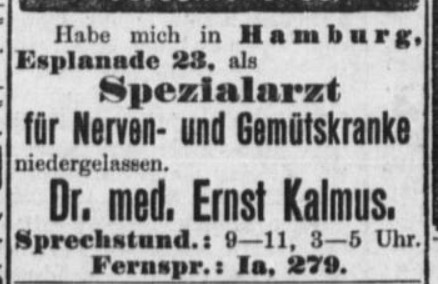
Aus: Altonaer Nachrichten, 20. Juli 1904, S. 4.

1904 ließ Kalmus sich als Spezialarzt für Nerven- und Gemütskranke in Hamburg nieder. Seine Praxis befand sich im Gebäude Esplanade 23. 1911 heiratete er Agnes, geb. Federlein. 1911 wurde die Tochter Ruth Kalmus geboren. Ernst Kalmus war von 1905 bis 1910 Vorsitzender der zionistischen Ortsgruppe Hamburg-Altona und war im Vorstand der Talmud Tora Schule. Als Kriegsteilnehmer im Ersten Weltkrieg wurde ihm Ende Dezember 1915 in einem Feldlazarett das Eiserne Kreuz verliehen. Im Repräsentanten-Kollegium der jüdischen Gemeinde in Hamburg war Kalmus mehrere Jahre lang bis 1933 Schriftführer.
Anfang 1933 wurde Kalmus verhaftet, Mitte des Jahres wanderte er nach Palästina aus, wo er weiter medizinisch tätig war.

## Privatbibliothek

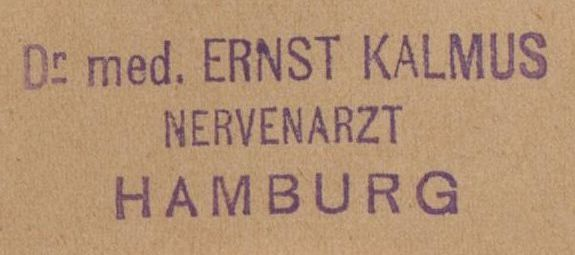
Besitzstempel von Dr. med. Ernst Kalmus

Aus der Privatbibliothek von Ernst Kalmus wurden in der Württembergischen Landesbibliothek Stuttgart insgesamt fünf Bände der zionistischen Zeitschrift Palästina gefunden. Diese sind sämtlich mit Besitzstempel von Ernst Kalmus gekennzeichnet.

## Veröffentlichungen
- Über Rückenmarkserkrankungen bei Diabetes mellitus. Dissertation Universität Berlin 1895.
- Ein Fall von Trompetenstottern. In: Neurologisches Centralblatt. Leipzig, 19. Jg., 1900, S. 448–452, 505–509. (Online in archive.org).
- Ehescheidung bei inducirtem Irresein, an einem Gutachten erläutert. Aus der Staats-Irrenanstalt zu Lübeck. In: Archiv für Psychiatrie und Nervenkrankheiten. Berlin, 35. Band, 1902, S. 188–204. (Online in archive.org).
- National-Conservativ! In: Jüdische Presse, Jg. 28, 1897, Nr. 37, Berlin 15. September 1897, S. 395–397 (Online; PDF, Compact Memory).
- Die Schulpolitik der Gemeinde. In: Gemeindeblatt der Deutsch-Israelitischen Gemeinde zu Hamburg. Jg. 3, 1927, Nr. 10, 10. Oktober 1927, S. 1–3 (Online; PDF, Compact Memory).
- Zur Schulpolitik der Gemeinde. In: Gemeindeblatt der Deutsch-Israelitischen Gemeinde zu Hamburg. Jg. 4, 1928, Nr. 1, 10. Januar 1928, S. 1–2.
- Wahlreformvorschläge. In: Gemeindeblatt der Deutsch-Israelitischen Gemeinde zu Hamburg. Jg. 5, 1929, Nr. 2, 12. Februar 1929, S. 2–3.